# Система проверки правописания

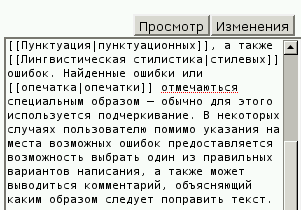
Проверка орфографии в Firefox

Систе́ма прове́рки правописа́ния (также спелл-че́кер от англ. spell checker) — компьютерная программа, осуществляющая проверку заданного текста на наличие в нём орфографических ошибок. Найденные ошибки или опечатки отмечаются специальным образом — обычно для этого используется подчёркивание. В некоторых случаях пользователю помимо указания на места возможных ошибок предоставляется возможность выбрать один из правильных вариантов написания. Может быть также выведен комментарий, объясняющий, каким образом следует поправить текст.
Проверка правописания может быть встроена как отдельная функция в некую программную систему, например, текстовый редактор, почтовый клиент, электронный словарь или поисковую систему. Она может быть выполнена также в виде самостоятельной программы. В этом случае она обычно обладает возможностью интеграции с другими приложениями. Такими возможностями, например, обладает GNU Aspell для Unix-подобных операционных систем, а также кроссплатформенная Hunspell.

## История
Первые системы проверки правописания стали доступны в мейнфреймах в конце 1970 года.
Группа из шести лингвистов Джорджтаунского университета разработала первую подобную систему для компании IBM. На персональных компьютерах CP/M и TRS-80 система появилась в 1980 году, затем в 1981-м появились первые пакеты для IBM PC. Такие разработчики, как Maria Mariani, Soft-Art, Microlytics, Proximity, Circle Noetics и Reference Software, быстро выпустили OEM-пакеты или конечные продукты на быстроразвивающийся рынок, в первую очередь для персональных компьютеров, хотя были предложения и для Apple Macintosh, VAX и Unix. На персональных компьютерах эти системы проверки были автономными программами, многие из которых могли выполняться в режиме TSR изнутри пакетов работы с текстом (на компьютерах с большой памятью).
Однако рынок автономных пакетов просуществовал недолго, поскольку разработчики популярных программ работы с текстом (таких как WordStar и WordPerfect) в середине 1980-х включили системы проверки правописания в свои пакеты, главным образом лицензируемые от вышеупомянутых компаний, которые быстро развернули поддержку европейских и позже азиатских языков. Но это всё больше усложняло разработку проверки правописания, особенно относительно агглютинативных языков, таких как венгерский или финский. Хотя рынок программ по работе с текстом в таких странах, как Исландия, возможно, не окупал инвестиции, компании наподобие WordPerfect, тем не менее, стремились вывести свои продукты на новые рынки.
Проверка правописания переместилась из текстовых процессоров в веб-браузеры, например в Firefox 2.0, Google Chrome, Konqueror, Opera; почтовый клиент Kmail и клиент системы мгновенных сообщений Pidgin предлагают поддержку проверки правописания, используя GNU Aspell в качестве их механизма. Mac OS X проверяет орфографию фактически во всех приложениях.